# Tscherkessische Sprachen

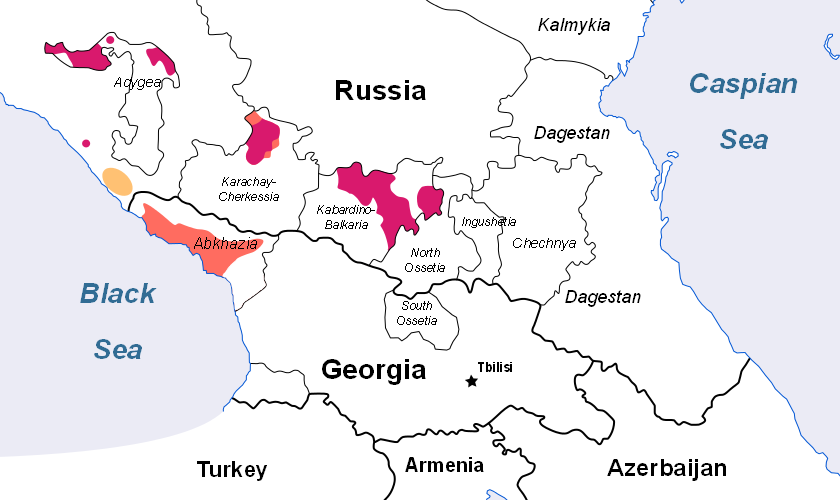
Verbreitung der tscherkessischen Sprachen (dunkelrot)

Die Gruppe der tscherkessischen Sprachen besteht aus zwei Dialektgruppen, die von den verschiedenen Stämmen der Tscherkessen gesprochen werden und aus denen erst im 20. Jahrhundert Schriftsprachen entwickelt wurden: den West- oder Nieder-Tscherkessischen Dialekten mit der Schriftsprache Adygeisch und den Ost- oder Ober-Tscherkessischen Dialekten mit der Schriftsprache Kabardinisch. Das Ost-Tscherkessische hat sich wahrscheinlich im 13.–14. Jahrhundert von der gemeinsamen tscherkessischen Sprache wegentwickelt.
Gemeinsam mit dem Abchasischen, Abasinischen und dem Ubychischen gehören sie zur nordwestkaukasischen Sprachfamilie.
Seit den Vertreibungen am Ende des Kaukasuskrieges im 19. Jahrhundert leben die meisten Tscherkessisch-Sprecher nicht mehr im zur Russischen Föderation gehörenden Westkaukasus, sondern zahlreicher in Nachfolgestaaten des Osmanischen Reiches im Nahen Osten und auf der Balkanhalbinsel, die meisten davon in der Türkei, wo sich besonders in einigen Dörfern Tscherkessisch erhalten hat.

## Dialekte und Schriftsprachen

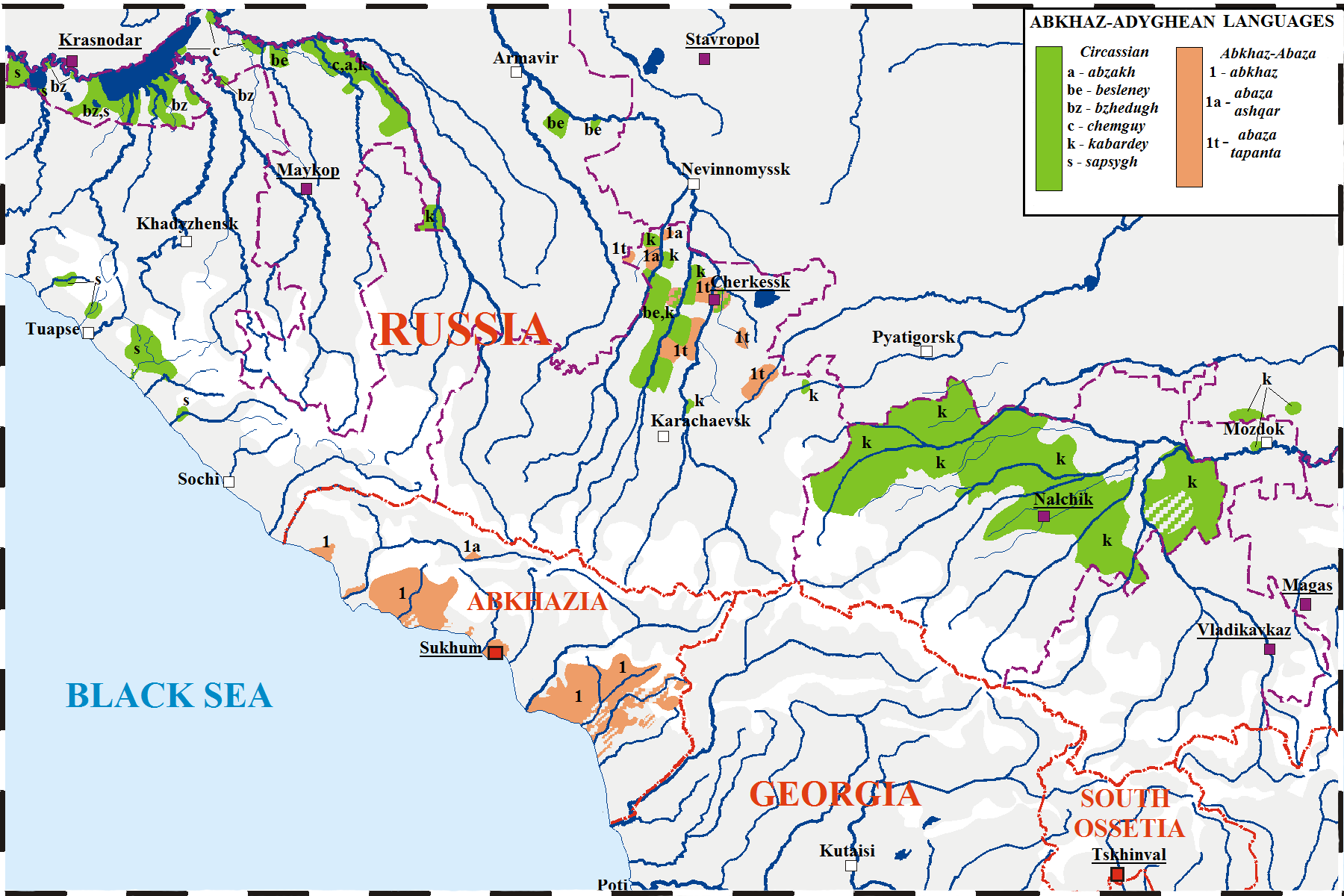
Tscherkessische Dialekte (grün) im Westkaukasus. a= Absachisch, be= Beslenejisch, bz= Bschedughisch, c= Temirgojisch (Chemgujisch), k= Kabardinisch, s= Schapsugisch.

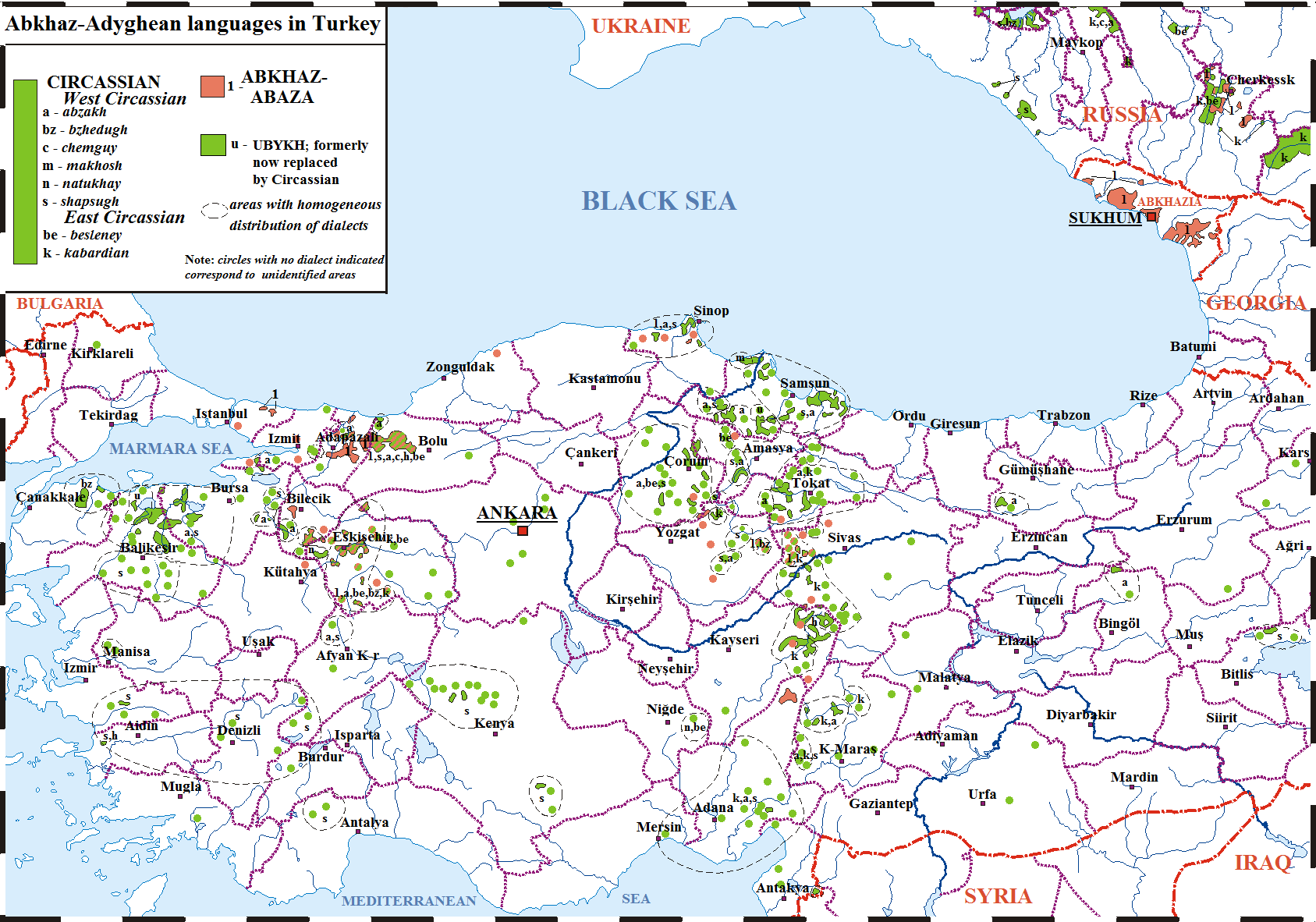
Tscherkessische Dialekte in der Türkei (grün). Westtscherkessisch: a= Absachisch, bz= Bschedughisch, c= Temirgojisch (Chemgujisch), h= Hatkuajisch, m= Machoschisch, n= Natuchajisch, s= Schapsugisch; Osttscherkessisch: be= Beslenejisch, k= Kabardinisch (mit Dialekten der Großen Kabarda, von Mosdok und vom Kuban); u= ehemals Ubychisch- heute von tscherkessischen Dialekten verdrängt.

Kaukasiologen unterscheiden im zu Russland gehörenden Westkaukasus heute noch vier west- oder niedertscherkessische Dialekte, die nach traditionellen tscherkessischen Stämmen benannt sind: Temirgojisch (auch Tschemgujisch/Chemgujisch genannt), Abadsechisch (auch Absachisch), Bschedughisch und Schapsugisch. Dazu treten ausschließlich in der Diaspora noch die Dialekte Natchuajisch (auch Natuchajisch), Machoschisch und Hatkuajisch. Einige Kaukasiologen klassifizieren auch noch in Dörfern bei Tuapse den nur noch vereinzelt gesprochenen Dialekt Hakutschisch, den andere als schapsugischen Subdialekt ansehen, benannt nach einem historischen Tscherkessenstamm, der sich später dem Stamm der Schapsugen anschloss. Die westtscherkessische Schriftsprache Adygeisch wurde in frühsowjetischer Zeit auf Basis des temirgojischen Dialektes entwickelt, der von den Temirgojern und einigen benachbarten Stämmen gesprochen wird.
Das einander etwas näher stehende Ost- oder Obertscherkessisch wird manchmal noch in den zentralkabardinischen Dialekt der Region „Große Kabarda“, den ostkabardinischen Dialekt der „Kleinen Kabarda“ um Mosdok und am Oberlauf des Terek, den westkabardinischen Dialekt am oberen und mittleren Kuban und den Dialekt Beslenejisch, benannt nach dem traditionellen tscherkessischen Stamm der Beslenejer (die beiden letzten in Karatschai-Tscherkessien), eingeteilt. Der zentralkabardinische Dialekt der Großen Kabarda ist die Basis der Schriftsprache Kabardinisch.

## Sprachliche Situation
Das Adygeische ist die offizielle Sprache in der Republik Adygeja, das Kabardinische wiederum in Kabardino-Balkarien und in Karatschai-Tscherkessien. Alle drei sind autonome Republiken innerhalb der Russischen Föderation. Auch in der Türkei und in einigen anderen Ländern des Nahen Ostens und des Balkans wird Tscherkessisch gesprochen (insgesamt ca. 1,5 Mio. Sprecher).
Da das Ost-Tscherkessische weniger Laute als das West-Tscherkessische besitzt, ist es für den Ost-Tscherkessisch Sprechenden schwieriger, West-Tscherkessisch zu verstehen, umgekehrt jedoch ist es einfacher.
Im Tscherkessischen selbst werden beide Schriftsprachen und Dialektgruppen meist nur unspezifisch als Adygejisch (адыгэбзэ/ адыгабзэ, beides ausgesprochen: adəgăbză und wörtlich übersetzt „Tscherkessische Sprache“) bezeichnet. Die terminologische Unterteilung in Kabardinisch (Osttscherkessisch) und Adygejisch (Westtscherkessisch) ist im Russischen und anderen äußeren Sprachen etabliert, wird aber nur in Ausnahmefällen ins Tscherkessische übertragen.

## Schrift
Die Tscherkessen besaßen keine eigene Schriftsprache. Seit der Islamisierung verwendeten sie die arabische Sprache als Schriftsprache. Anfang des 20. Jahrhunderts bediente man sich des lateinischen Alphabets zur Schreibung tscherkessischer Dialekte. Seit 1937/38 wird das kyrillische Alphabet mit einigen Modifikationen benutzt. Jede der beiden Sprachen (Adygeisch und Kabardinisch) bedient sich eines eigenen kyrillischen Alphabets, die beide seit der Öffnung der Sowjetunion zunehmend auch in der Diaspora übernommen wurden.

## Sprachliche Charakteristiken
Die tscherkessischen Sprachen sind agglutinierende Sprachen.